# Temporada 1954-55 de los Philadelphia Warriors
La temporada 1954-55 fue la novena de los Philadelphia Warriors en la NBA. La temporada regular acabó con 33 victorias y 39 derrotas, no clasificándose para los playoffs.

## Elecciones en elDraft
| Ronda | Puesto | Jugador        | Posición | Nacionalidad   | Universidad       |
| ----- | ------ | -------------- | -------- | -------------- | ----------------- |
| 1     | 3      | Gene Shue      | Base     | Estados Unidos | Maryland          |
| 2     | 12     | Larry Costello | Base     | Estados Unidos | Niagara           |
| 4     | 30     | Chuck Noble    | Base     | Estados Unidos | Louisville        |
| 13    | 100    | Joe Holup      | Alero    | Estados Unidos | George Washington |

## Temporada regular
| División Este         | División Este | División Este | División Este | División Este | División Este | División Este | División Este | División Este |
| Equipo                | G             | P             | %             | PD            | Casa          | Fuera         | Neutral       | Div           |
| --------------------- | ------------- | ------------- | ------------- | ------------- | ------------- | ------------- | ------------- | ------------- |
| x-Syracuse Nationals  | 43            | 29            | .597          | –             | 25–7          | 10–17         | 8–5           | 21–15         |
| x-New York Knicks     | 38            | 34            | .528          | 5             | 17–9          | 8–17          | 13–8          | 15–21         |
| x-Boston Celtics      | 36            | 36            | .500          | 7             | 21–5          | 4–22          | 11–9          | 19–17         |
| Philadelphia Warriors | 33            | 39            | .458          | 10            | 14–5          | 6–20          | 13–14         | 17–19         |
| Baltimore Bullets     | 3             | 11            | .214          | 11            | ---           | ---           | ---           | ---           |

## Estadísticas
| Rk | Jugador        | Edad | P  | PT | MP   | TC  | TCI  | %TC  | 3P | 3PI | %3P | TL  | TLI  | %TL  | RO | RD | RT   | AS  | RB | TAP | BP | FP  | PTS  |
| 1  | Neil Johnston  | 25   | 72 |    | 40.5 | 7.2 | 16.4 | .440 |    |     |     | 8.2 | 10.7 | .766 |    |    | 15.1 | 3.0 |    |     |    | 3.5 | 22.7 |
| 2  | Paul Arizin    | 26   | 72 |    | 41.0 | 7.3 | 18.4 | .399 |    |     |     | 6.3 | 8.1  | .776 |    |    | 9.4  | 2.9 |    |     |    | 3.8 | 21.0 |
| 3  | Joe Graboski   | 25   | 70 |    | 35.9 | 5.3 | 15.7 | .340 |    |     |     | 3.0 | 4.3  | .686 |    |    | 9.1  | 2.6 |    |     |    | 3.7 | 13.6 |
| 4  | Jack George    | 26   | 68 |    | 36.5 | 4.3 | 11.1 | .385 |    |     |     | 2.8 | 4.3  | .660 |    |    | 4.4  | 5.3 |    |     |    | 2.8 | 11.4 |
| 5  | George Dempsey | 25   | 48 |    | 28.9 | 2.6 | 7.5  | .353 |    |     |     | 2.0 | 2.9  | .695 |    |    | 4.9  | 3.6 |    |     |    | 2.9 | 7.3  |
| 6  | Zeke Zawoluk   | 24   | 67 |    | 16.7 | 2.1 | 5.6  | .368 |    |     |     | 2.3 | 3.0  | .779 |    |    | 3.8  | 1.3 |    |     |    | 2.2 | 6.4  |
| 7  | Larry Costello | 23   | 19 |    | 24.4 | 2.4 | 7.3  | .331 |    |     |     | 1.4 | 1.7  | .813 |    |    | 2.6  | 4.1 |    |     |    | 1.9 | 6.2  |
| 8  | Danny Finn     | 26   | 43 |    | 19.1 | 1.8 | 6.2  | .291 |    |     |     | 1.2 | 2.0  | .616 |    |    | 3.7  | 3.6 |    |     |    | 2.7 | 4.8  |
| 9  | Walt Davis     | 24   | 61 |    | 12.6 | 1.1 | 3.0  | .385 |    |     |     | 0.6 | 0.8  | .729 |    |    | 3.4  | 0.6 |    |     |    | 1.6 | 2.9  |
| 10 | Gene Shue      | 23   | 6  |    | 10.8 | 0.5 | 2.5  | .200 |    |     |     | 0.8 | 1.0  | .833 |    |    | 1.7  | 1.8 |    |     |    | 0.7 | 1.8  |
| 11 | Tom Brennan    | 24   | 11 |    | 4.7  | 0.5 | 1.0  | .455 |    |     |     | 0.0 | 0.0  |      |    |    | 0.5  | 0.2 |    |     |    | 0.5 | 0.9  |
| 12 | Mike Kearns    | 25   | 6  |    | 4.2  | 0.0 | 0.8  | .000 |    |     |     | 0.2 | 0.7  | .250 |    |    | 0.5  | 0.8 |    |     |    | 0.2 | 0.2  |
| 13 | Paul Hoffman   | 32   |    |    |      |     |      |      |    |     |     |     |      |      |    |    |      |     |    |     |    |     |      |
| 14 | Jackie Moore   | 22   |    |    |      |     |      |      |    |     |     |     |      |      |    |    |      |     |    |     |    |     |      |
| 15 | Ken Murray     | 26   |    |    |      |     |      |      |    |     |     |     |      |      |    |    |      |     |    |     |    |     |      |

## Galardones y récords
| Jugador       | Galardón                                              |
| Neil Johnston | Mejor quinteto de la NBA Líder de anotación de la NBA |